# Aderus saginatus
Aderus saginatus är en skalbaggsart som först beskrevs av Thomas Casey 1895.  Aderus saginatus ingår i släktet Aderus och familjen ögonbaggar. Inga underarter finns listade i Catalogue of Life.